# Quận Skamania, Washington
Quận Skamania là một quận thuộc tiểu bang Washington, Hoa Kỳ.
Tên gọi của quận xuất phát từ tiếng Chinookan, đề cập đến sông Columbia. Theo điều tra dân số của Cục điều tra dân số Hoa Kỳ năm 2000, quận có dân số 9872 người. Quận lỵ đóng ở Stevenson.

## Địa lý
Theo Cục điều tra dân số Hoa Kỳ, quận có diện tích 4362 km2, trong đó có 70 km2 là diện tích mặt nước.